# 8614-es mellékút (Magyarország)
A 8614-es számú mellékút egy bő 38 kilométer hosszú, négy számjegyű mellékút Győr-Moson-Sopron vármegye és Vas vármegye határvidékén; kezdő- és végpontja is az előbbi területére esik, de a kettő között hosszú szakasza húzódik az utóbbi megye határai között. Cirák község központjának déli részétől halad, szinte teljes hosszában a Répce folyását követve, egészen Zsiráig, érintve az Észak-Dunántúl egyik legfontosabb fürdővárosát, Büköt is.

## Nyomvonala
Cirák község központjának déli részén indul, a 8612-es útból kiágazva, dél felé. Tulajdonképpen a 8613-as út folytatásának tekinthető, amely Kapuvár déli szélétől vezet Cirákig ugyancsak nagyjából déli irányt követve és alig 150 méterrel északabbra ér véget, a 8612-es útba becsatlakozva. A Fő utca, majd a Kossuth Lajos utca nevet viseli, így lép ki a belterületről, kevéssel az első kilométerének elérése előtt.
1,4 kilométer után már Dénesfa határai közt folytatódik, a község első házait mintegy 400 méterrel arrébb éri el. A központig Kossuth utca a neve, majd egy rövid szakasz erejéig kelet-délkeletnek fordul – ott a Fő utca nevet viseli –, majd egy elágazása következik. A kelet-délkeleti irányt és a Fő utca nevet onnét a 86 307-es számú mellékút viszi tovább, amely a Hegyeshalom–Porpác-vasútvonal (csánigi területen fekvő) Dénesfa megállóhelyéhez vezet, a 8614-es pedig ismét délnek veszi az irányt, a Rákóczi utca nevet viselve, ameddig – még a 3. kilométere előtt – ki nem lép a faluból. Dénesfa déli külterületei közt már határozottan délnyugati irányt követ, így éri el, 5,4 kilométer után – méterekre a település, és egyben Győr-Moson-Sopron vármegye déli határszélétől – azt az elágazást, ahol a 8615-ös út torkollik bele, Répcelak központja felől.
Kevéssel ezután az út elhalad Dénesfa, Répceszemere és Répcelak hármashatára mellett, de ez utóbbit ennél jobban nem is nagyon érinti, szemerei területen folytatódik; 6,8 kilométer után keresztezi az 1979-ben megszüntetett Fertővidéki Helyiérdekű Vasút egykori nyomvonalát, a települést pedig 7,8 kilométer után éri el. A központban két éles, közel derékszögű irányváltása következik, mindkettőnél egy-egy elágazása is van: az elsőtől a község Répce-hídjához vezető önkormányzati út ágazik ki dél felé, a másodiknál pedig a 8616-os út torkollik bele északnyugat felől, Iván irányából. Nem sokkal e második elágazása után az út ki is lép a belterületről, bő egy kilométerrel arrébb pedig a települést (és a Kapuvári járást) is maga mögött hagyja.
9,6 kilométer után a Soproni járásba tartozó Csáfordjánosfa területén folytatódik, előbb – a nagyjából 10+250-es kilométerszelvényétől – Répcecsáford, majd Répcejánosfa településrész házai között, Béke utca, utóbb Liget utca néven. A két egykor különálló falu találkozási pontjánál torkollik bele északnyugat felől a 8617-es út, Iván központja felől. Még egy elágazása van a község területén, közel a belterület déli széléhez: a 86 101-es számú mellékút ágazik ki belőle északnyugat felé, a zsáktelepülésnek számító Csér központjába.
12,6 kilométer megtétele után éri el a megyehatárt, onnét Vas vármegye Sárvári járásában, azon belül Nagygeresd határai között húzódik. Körülbelül 13,5 kilométer után éri el a község első házait, ott előbb Szabó Lajos utca, majd egy irányváltást követően Petőfi Sándor utca a települési neve. A központ nyugati részén beletorkollik dél felől a 8631-es út – ez köti össze a községet a Répce túlsó partján húzódó 86-os főúttal és Vasegerszeggel –, nem sokkal ezután pedig kilép a belterületről.

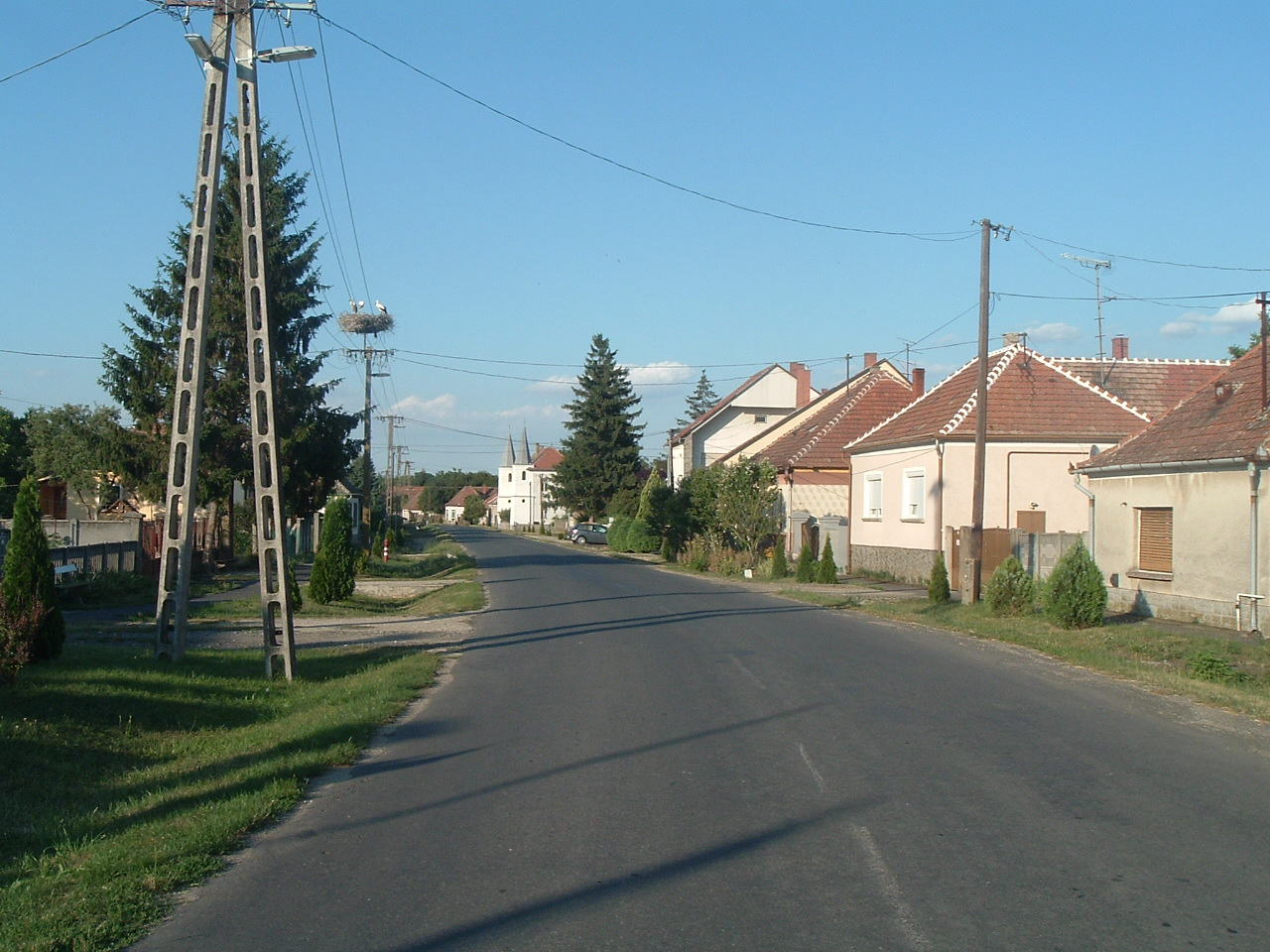
Az út pórládonyi szakasza a központtól kelet felé nézve

16,3 kilométer után Tompaládony határai közt folytatódik, a község első házait mintegy 400 méterrel arrébb éri el, de közvetlenül azelőtt még egy elágazása következik: a 8642-es út indul ki belőle északnyugati irányban, Nemesládony-Sajtoskál felé. Rákóczi utca néven húzódik Tompaháza, majd Berekalja településrészeken, majd átszel egy patakot, s onnan már Pórládony településrész főutcájaként halad, Hunyadi utca néven. A központban, 18,4 kilométer után keresztezi a 84-es főutat, amely itt a 78+750-es kilométerszelvénye táján jár; a lakott terület szélén átszeli a Sárvár–Répcevis–Felsőlászló-vasútvonal nyomvonalát – a több évtizede elbontott vasút helyét a még meglévő állomásépület, az úttestnek az egykori töltés magasságáig való kiemelkedése és egy-két kisebb műtárgy mutatja –, majd még a 19. kilométere előtt kilép a településről.

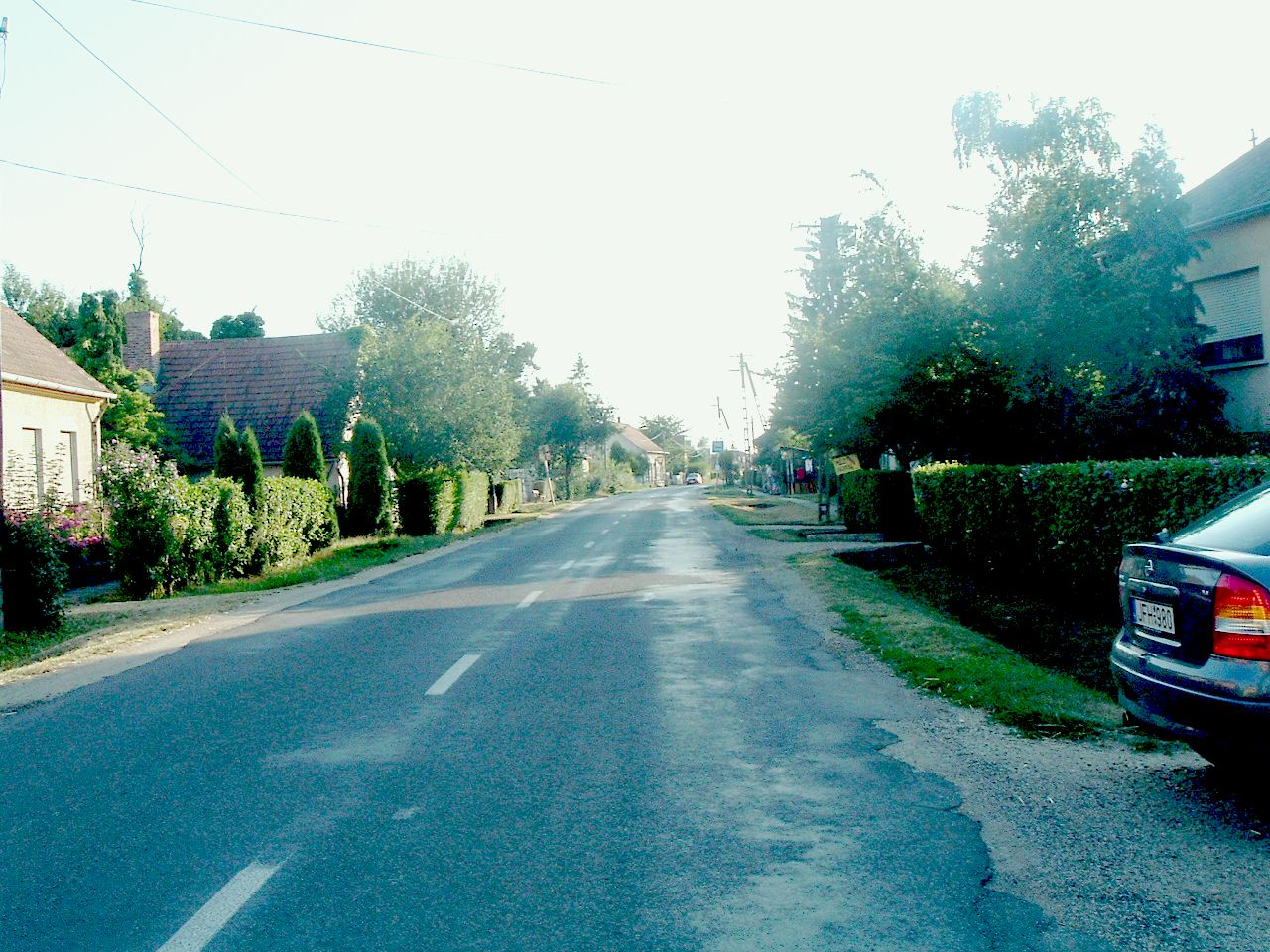
Az út Mesterháza főutcájaként, nyugat felé nézve

19,6 kilométer után Mesterháza területén, s szinte egyből belterületen folytatódik, Petőfi Sándor utca néven. Elhalad a község Szent Joachim nevére szentelt temploma és a Jekelfalussy-kastély előtt, 20,4 kilométer után pedig már ismét külterületen jár. Chernelházadamonya a következő, útjába eső település, amelynek keleti határszélét 20,7 kilométer után lépi át, de lakott helyeket itt nem érint. A zsáktelepülésnek tekinthető község központja jó egy kilométerre délre helyezkedik el az úttól, oda csak a 86 112-es számú mellékút vezet, amely 22,2 kilométer után ágazik ki a 8614-esből; az egykori itteni vasúti megállónak pedig a romjai sincsenek már meg.

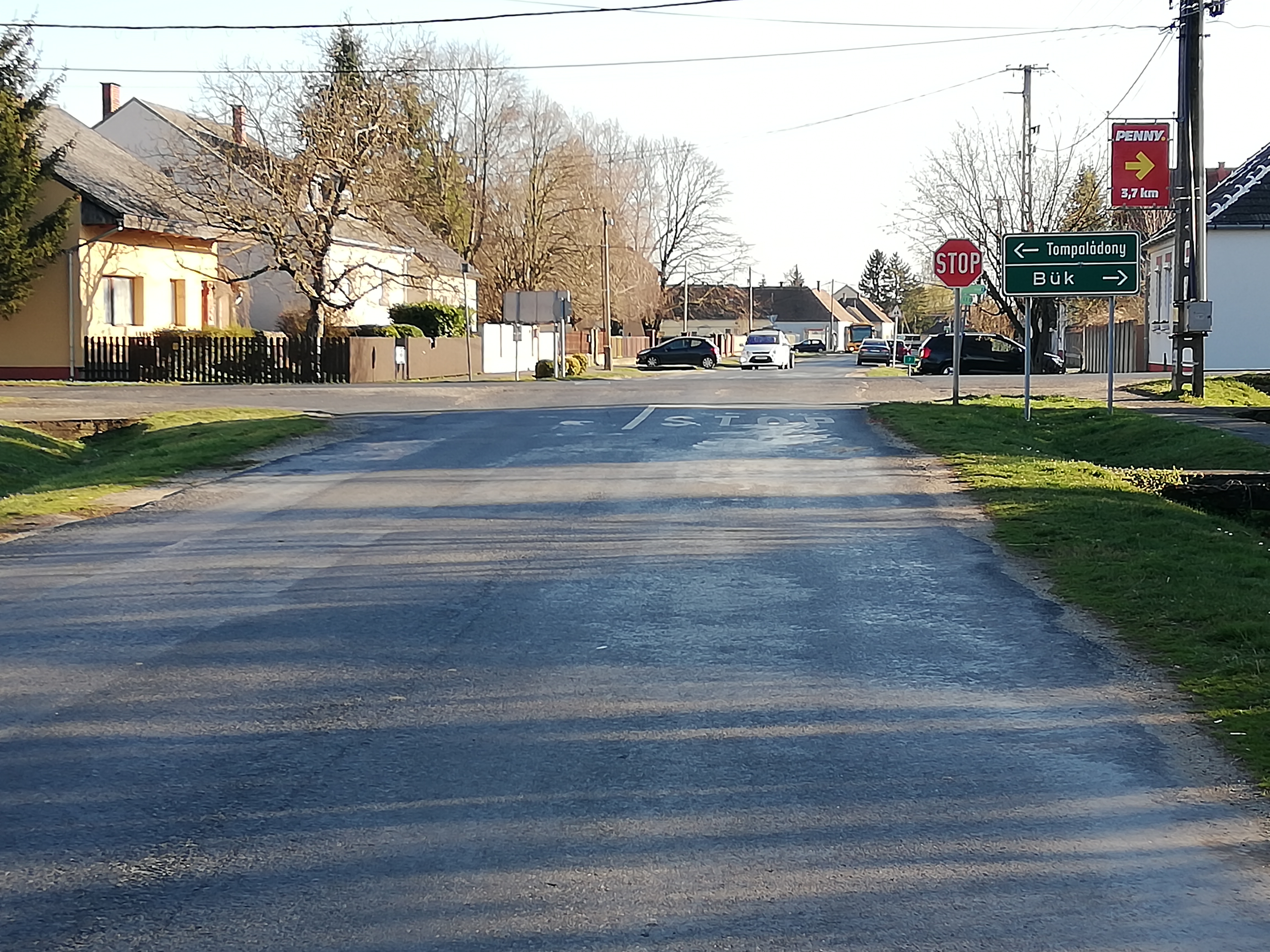
A 8633-as (elöl), 8632-es (hátul) és 8614-es utak (keresztben) csomópontja Bőn

A 23. kilométere az utat már Bő település határai közt, sőt annak belterületén találja, ahol újból Petőfi Sándor nevét viseli, nyugati irányban húzódva. A központban, 23,7 kilométer után egy kereszteződéshez ér: dél felől a 8632-es út torkollik bele 7 kilométer megtételét követően, Hegyfalu-Répceszentgyörgy-Gór irányából, északnak pedig a 8633-as út ágazik ki belőle, Lócs községbe. 24,2 kilométer után már újból külterületen halad, a 25. kilométerét elhagyva pedig átlép Bük területére.
Kevéssel ezután dél felől a Bük–Bő–Gór közti ártéri vésztározó töltése simul az út mellé, majd 26,6 kilométer után, még külterületen beletorkollik északkelet felől, Sajtoskál irányából a 8634-es út – ezen érhető el Bükfürdő településrész is. A település első házait az út körülbelül a 27. kilométerénél éri el. Alsóbük településrészen a Kossuth Lajos utca nevet viseli – így halad a 28. kilométerénél is, ahol kiágazik belőle az Acsád felé vezető 8637-es út –, Középbükön Petőfi Sándor utca a neve, és ugyanígy folytatódik Felsőbük településrészen is, ám előtte még keresztezi a Sopron–Szombathely-vasútvonal vágányait és kiágazik belőle északnak a 86 322-es számú mellékút Bük vasútállomásra.

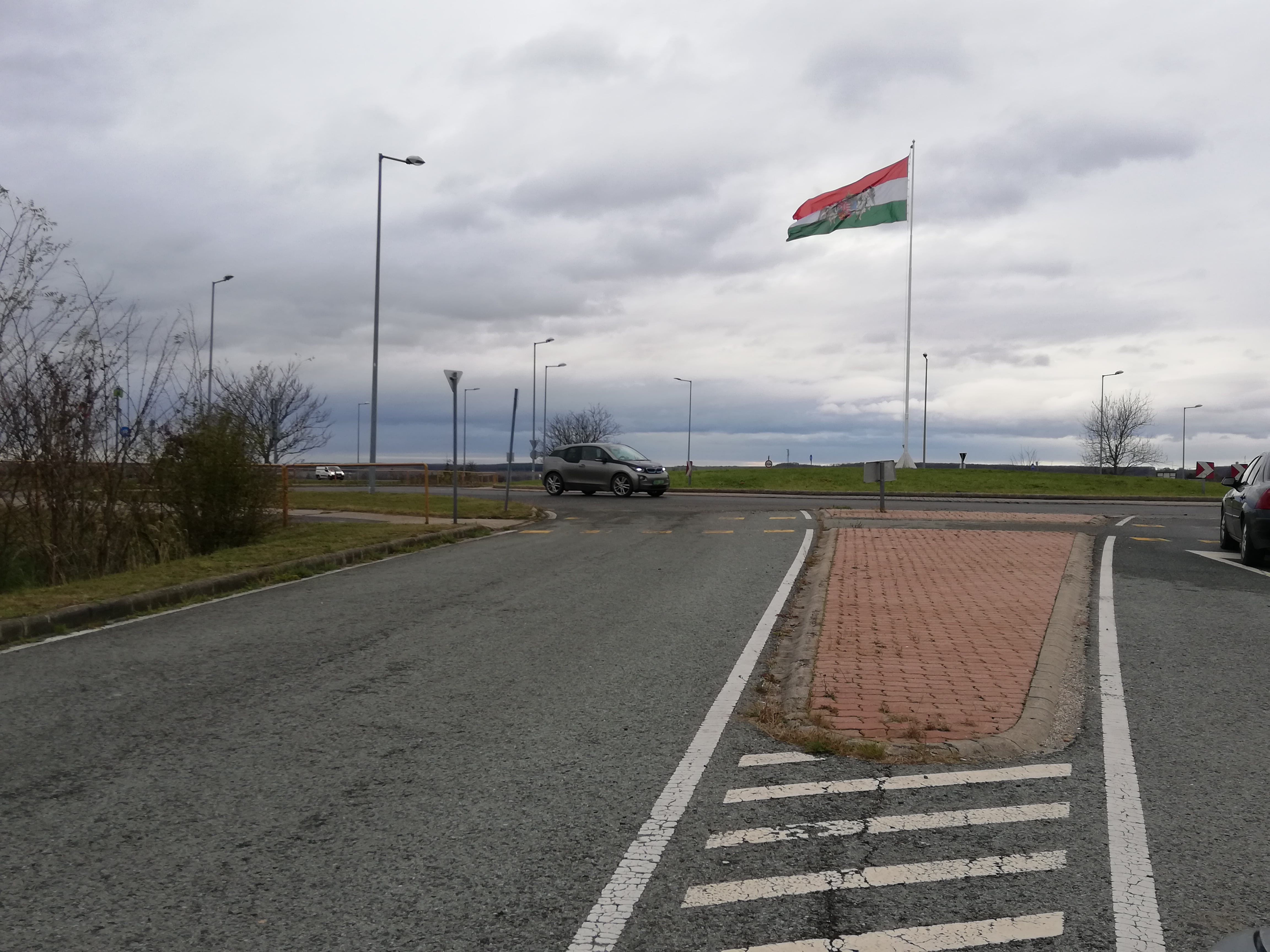
A 8614-es és 8624-es utak körforgalmú csomópontja Csepreg külterületén

30,5 kilométer után hagyja el Bük legnyugatibb fekvésű házait, s onnan szinte azonnal Csepreg határai között folytatódik. Lakott helyeket azonban nemigen érint az egykori járásszékhely város területén, csak két nagyobb kereszteződése van itt – előbb, a 31+300-as kilométerszelvénye táján a 8618-as út torkollik bele északkelet felől, majd 32,5 kilométer után a 8624-es úttal keresztezik egymást, körforgalmú csomópontban –, illetve elhalad még a csepregi naperőmű létesítményei mellett is.

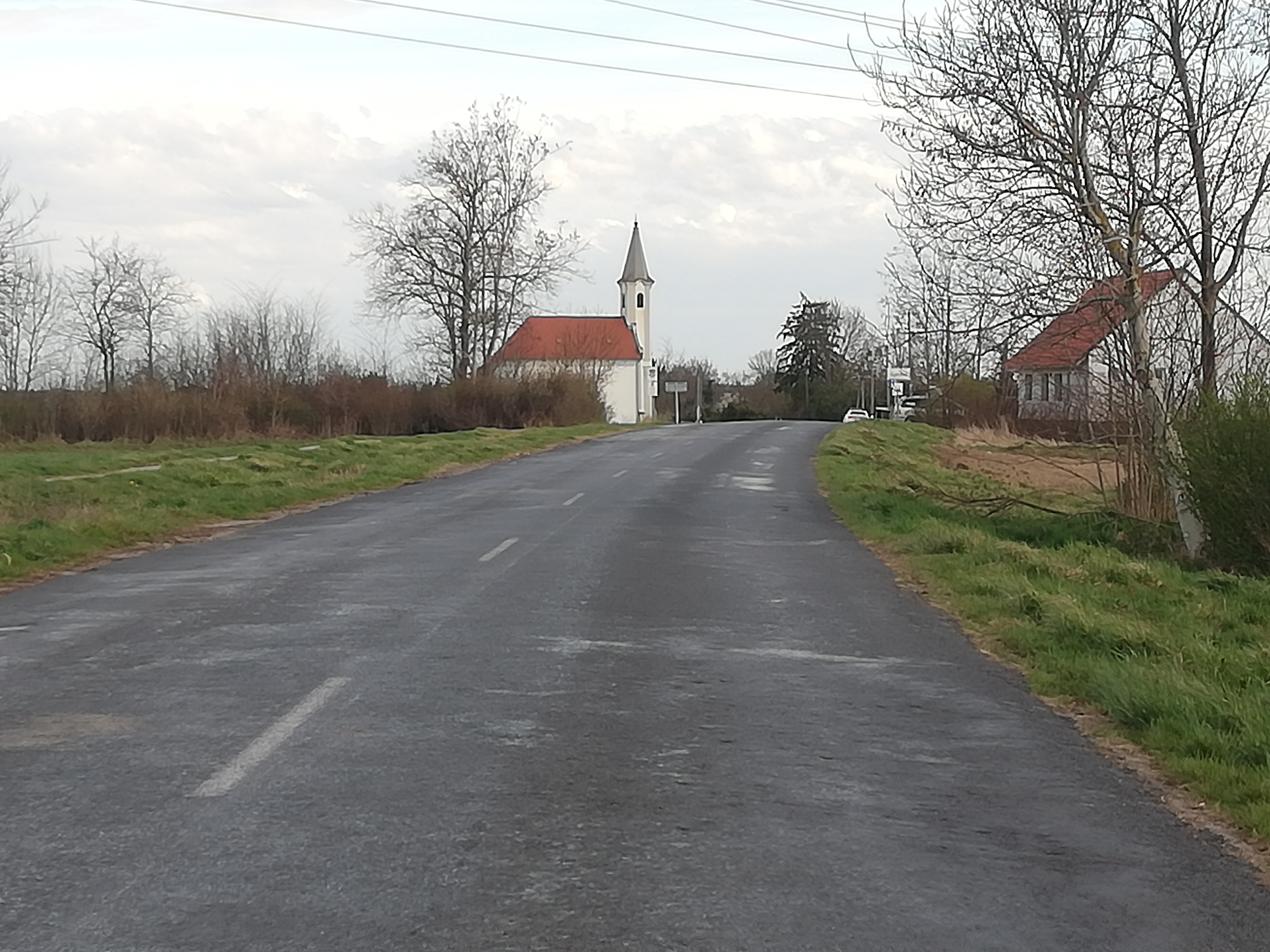
Gyalóka nyugati szélén

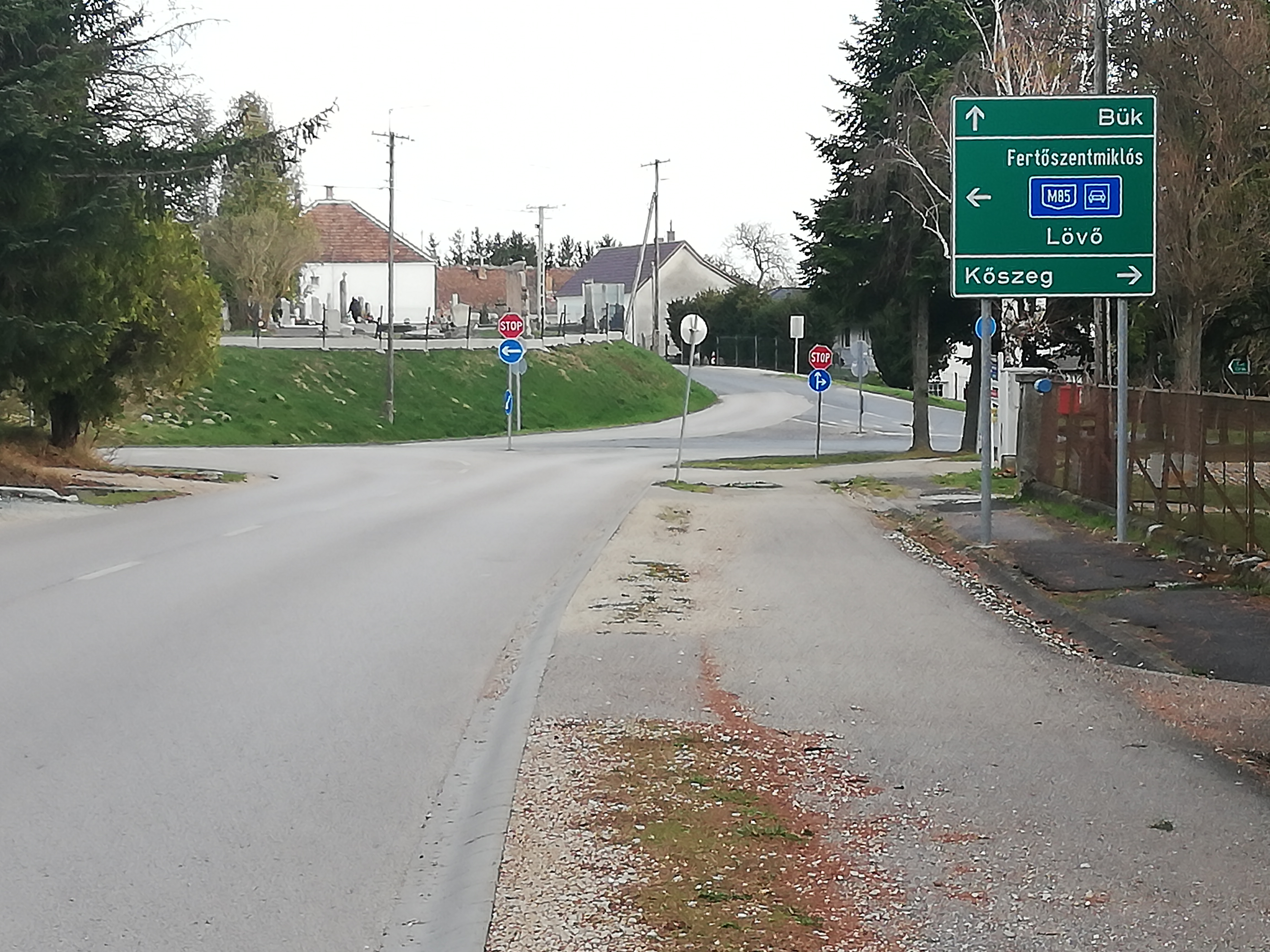
Végpontja Zsira keleti határában, a 8626-os út felől

33,8 kilométer után lépi át Szakony határát, a községben szinte azonnal Alsószakony településrész lakótelkei közé ér, ahol a Fő utca nevet veszi fel. Így folytatódik Felsőszakonyban is, ahol – 35,5 kilométer után – ismét egy elágazáshoz ér, a 8623-as út torkollik bele Iván-Újkér-Egyházasfalu irányából. A 36+500-as és 37+600-as kilométerszelvényei közt a környék egyik legkisebb települése, Gyalóka területén húzódik végig, utolsó pár száz méterét pedig Zsira határai között teljesíti. Ott is ér véget, Salamonfa településrész központjában, beletorkollva a 8627-es útba, annak majdnem pontosan a 23. kilométerénél. Ugyanott ér véget az ellenkező irányból becsatlakozva, bő 14,5 kilométer megtétele után a 8626-os út is, amely Egyházasfalutól húzódik odáig, Sopronhorpács és Und érintésével.
Teljes hossza, az országos közutak térképes nyilvántartását szolgáló kira.gov.hu adatbázisa szerint 38,318 kilométer.

## Települések az út mentén
- Cirák
- Dénesfa
- (Répcelak)
- Répceszemere
- Csáfordjánosfa
- Nagygeresd
- Tompaládony
- Mesterháza
- (Chernelházadamonya)
- Bő
- Bük
- (Csepreg)
- Szakony
- Gyalóka
- Zsira

## Képgaléria

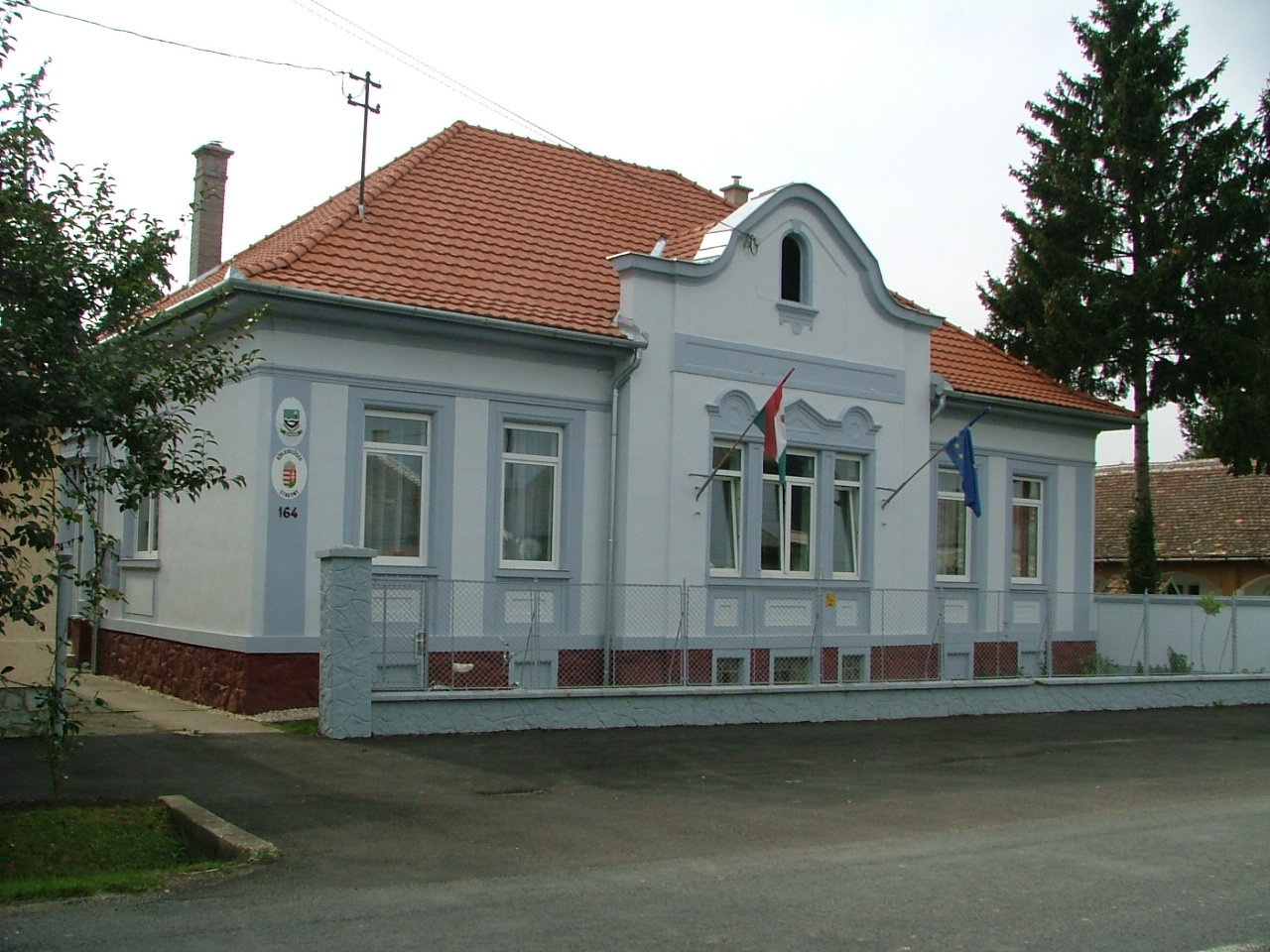
A szakonyi polgármesteri hivatal a 8614-es út előtte húzódó szakaszával
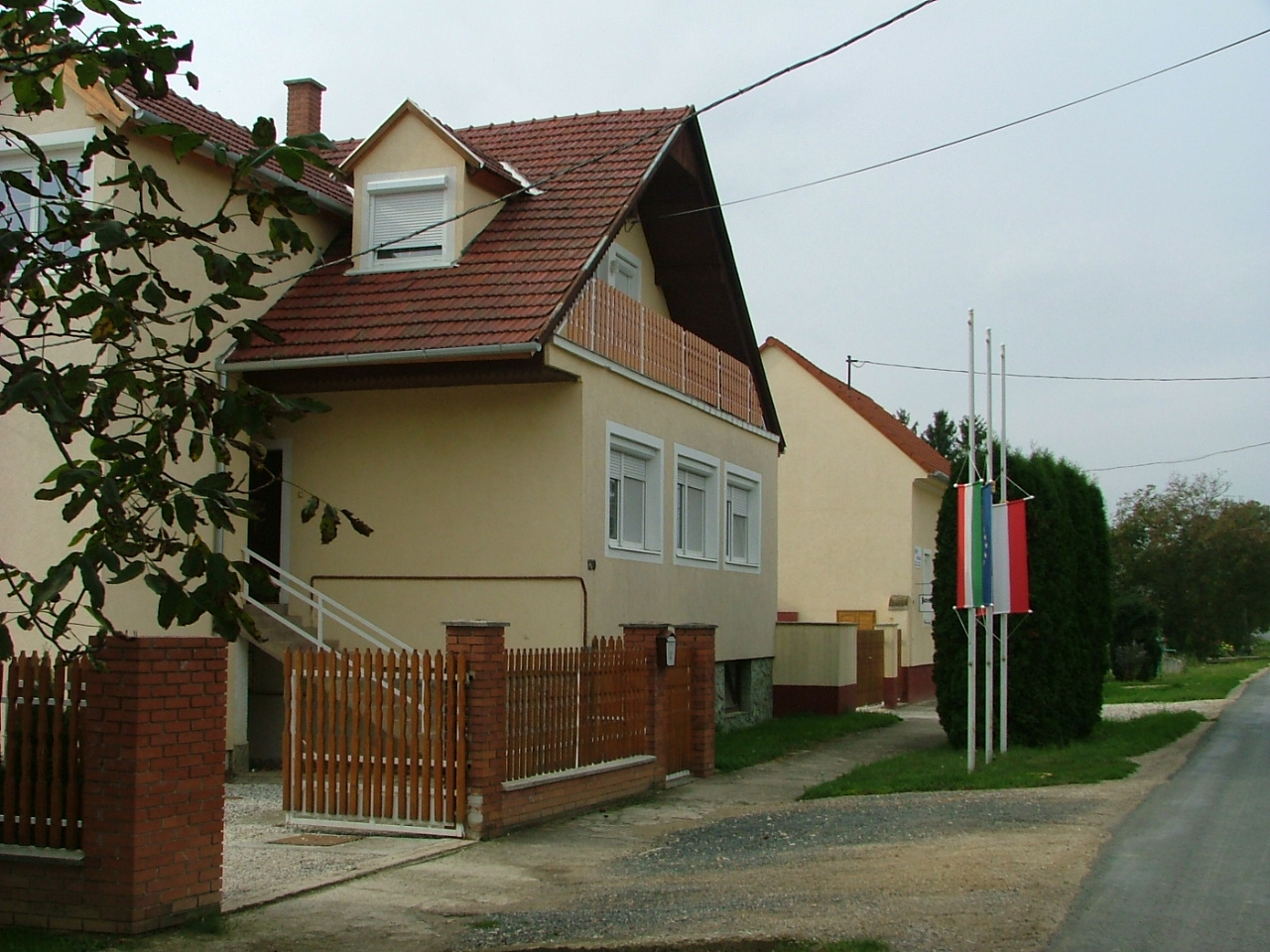
Az út egyik alsószakonyi részlete egy fellobogózott családi házzal
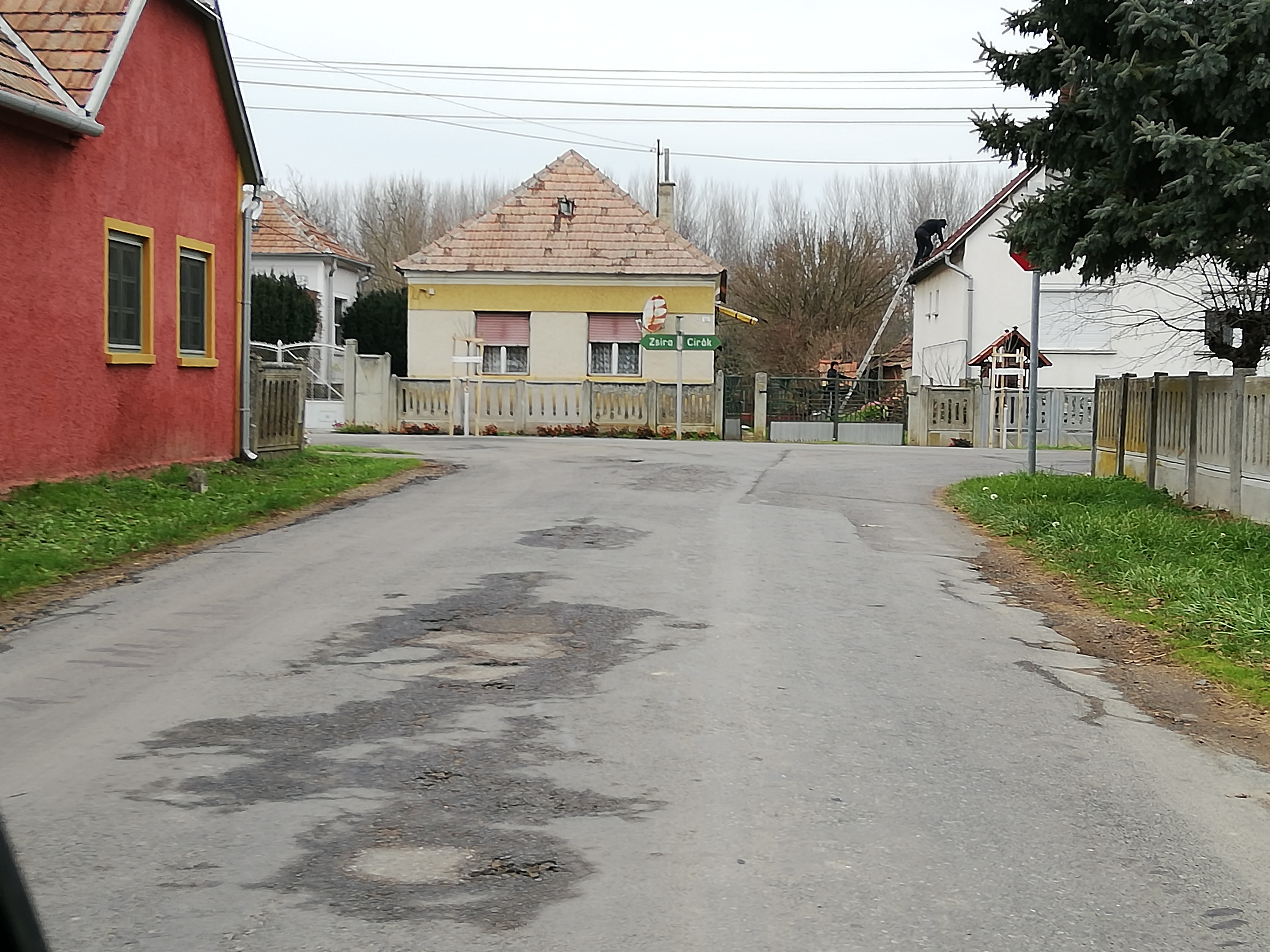
A 8631-es út betorkollásánál Nagygeresd nyugati részén
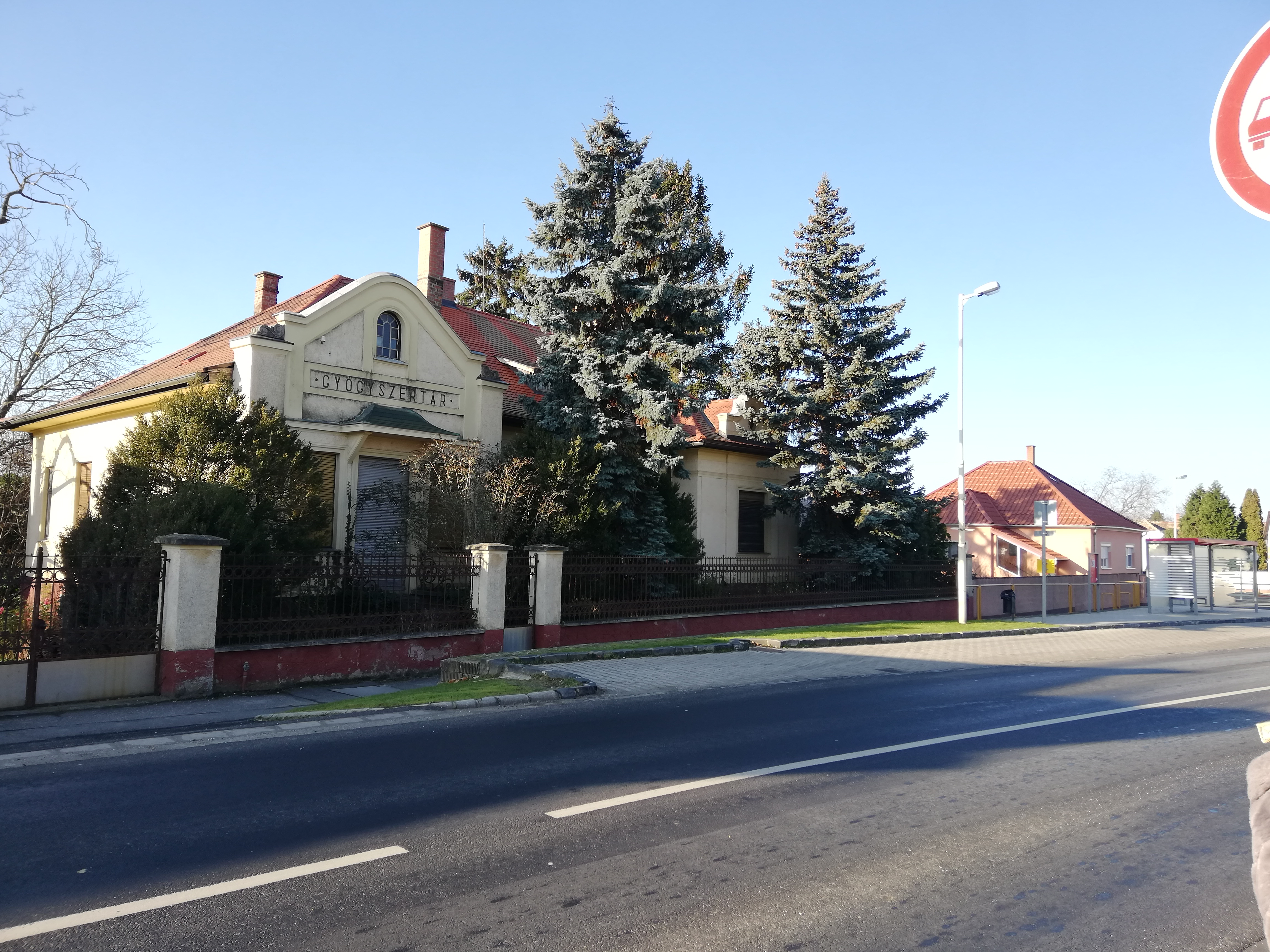
Bük régi gyógyszertára az út mellett
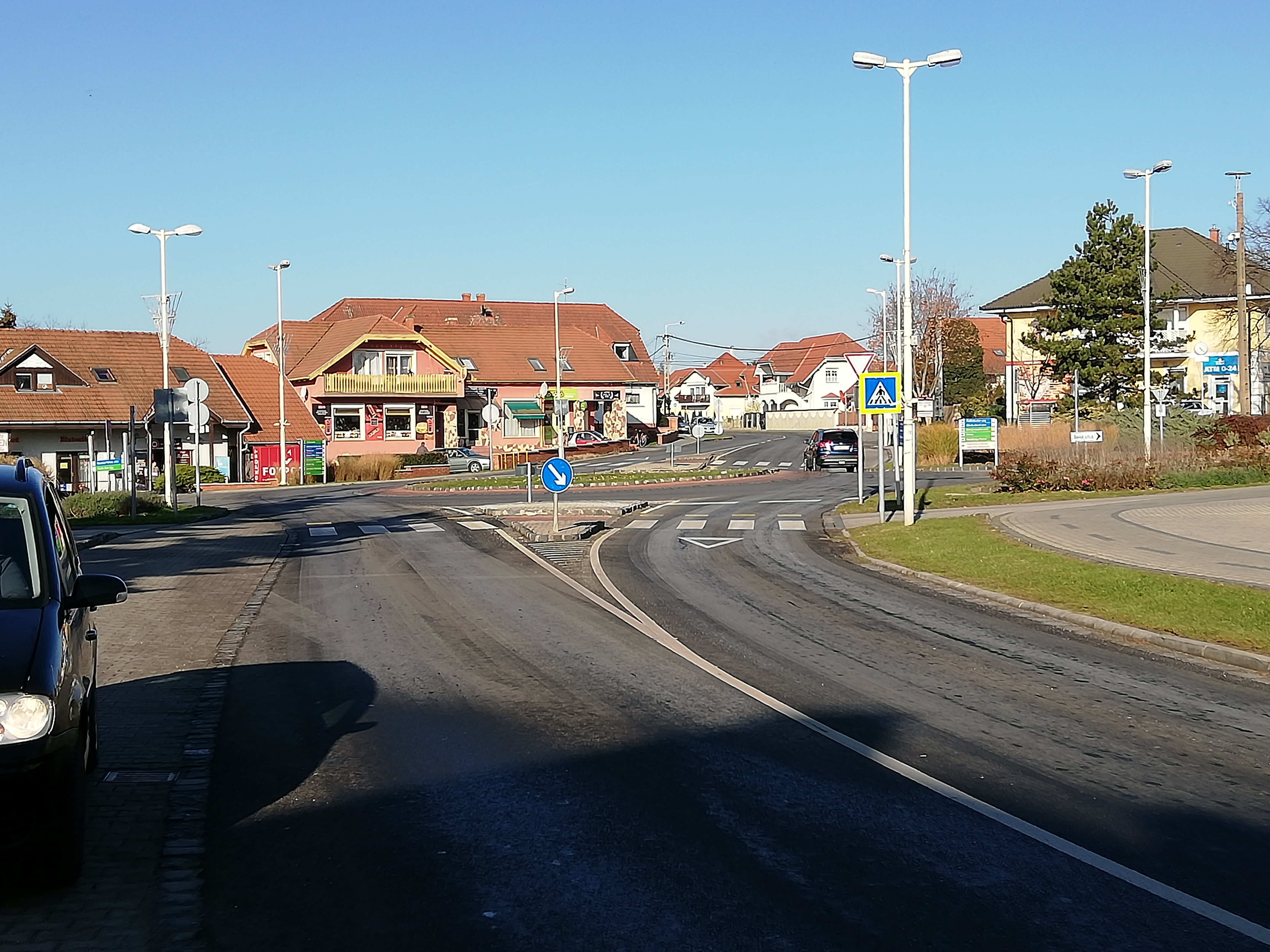
Körforgalmú csomópontja Bük központjában